# Diggin' On You
"Diggin' on You" é uma canção do grupo americano TLC, tirada de seu segundo álbum de estúdio, CrazySexyCool (1994). Foi escrito e produzido por Kenneth "Babyface" Edmonds e foi lançado como o quarto e último single do álbum em 31 de outubro de 1995.
A música atingiu o número 5 na Billboard Hot 100 e se tornou o sétimo single do grupo, e o quarto do mesmo álbum. Ele também atingiu o número 7 na parada Hot R&B/Hip-Hop Songs. Em outros lugares, alcançou os dez primeiros da Austrália e da Nova Zelândia, os vinte primeiros no Reino Unido, ao mesmo tempo em que alcançou o top 40 em muitos outros países.
O videoclipe da música contém o Live Remix de LA em vez da versão do álbum, e foi filmado em um show.

## Antecedentes e composição
"Diggin 'on You" foi escrito e produzido por Babyface. A música foi lançada como quarto e último single do segundo álbum de estúdio, CrazySexyCool (1994), depois do grande sucesso "Waterfalls". O CD Single foi lançado em 25 de setembro de 1995 e inclui 3 faixas: a versão do álbum e o "LA's Remix" de "Diggin 'on You" e uma prévia completa do single de estreia "Nobody Knows" de Tony.

## Desempenho comercial
"Diggin 'on You" foi escolhido para ser lançado como o quarto single de "CrazySexyCool", após o maior sucesso de sua carreira até então, "Waterfalls", que passou 7 semanas na primeira posição da Billboard Hot 100. A música provou ser um sucesso mediano, apesar de ter muito menos sucesso do que "Waterfalls". Nos Estados Unidos, "Diggin 'on You" foi o quarto single dos cinco primeiros consecutivos do grupo, com todos os singles sendo retirados de "CrazySexyCool". Atingiu o número 5 na parada da Billboard Hot 100 e Top 40 Mainstream, número 6 na tabela Rhythmic Top 40, número 7 na Hot R&B/Hip-Hop Singles & Tracks e o número 8 na tabela Hot Dance Music/Maxi-Singles Sales.
Na Oceania, a música foi um sucesso, alcançando o top-ten. Na Austrália, a música estreou no número 36 em 21 de janeiro de 1996, enquanto em sua quinta semana entrou no top 10 no número 9. A música chegou ao número 6, na semana ARIA Chart de 10 de março de 1996. na Nova Zelândia, a canção estreou no número 8, na New Zealand Singles Chart semana de 26 de novembro de 1995. Mais tarde, ele caiu para o número 9, permanecendo por duas semanas nessa posição, antes de subir para o número 8 novamente, em 17 de dezembro de 1995.
Na Europa, a música alcançou o top-20 em alguns países e a top-40 em outros. No Reino Unido, "Diggin 'on You" chegou ao número 18, empatando com a posição de "Red Light Special" e ficando atrás apenas de "Waterfalls". Na Irlanda, a música chegou ao número 21, em 2 de novembro de 1995. Na Holanda, a canção estreou no número 43, em 18 de novembro de 1995, e chegou ao número 32, em 2 de dezembro de 1995.

## Videoclipe
O videoclipe da faixa foi dirigido por F. Gary Gray, que anteriormente colaborou com elas no videoclipe de "Waterfalls" no mesmo ano.
Gray queria fazer um "tipo de filme/filme de concerto".
Ele falou sobre a filmagem e o conceito do vídeo:
"Foi um desafio para fazer, para dizer o mínimo", diz Gray. “Nós fizemos isso no meio de sua turnê, e o local nos deu um tempo difícil. Isso tornou muito difícil filmar, e colocou muitos limites em mim de forma criativa.”
O vídeo usa o LA Live Mix e mostra o grupo tocando a música em 3 de agosto de 1995 durante a Budweiser Superfest, com filmagens adicionais nos bastidores. Alguns efeitos especiais são usados, principalmente no início, quando as mulheres aparecem no palco.
Partes da gravação foram filmadas no MGM Grand Las Vegas e Madison Square Garden.

## Faixas

### UK CD single 74321 31924 2
1. "Diggin' on You" (Original Radio Edit) - 4:17
2. "Diggin' On You" (Master 7" Mix (CJ Mackintosh)) - 3:55
3. "Diggin' On You" (Live Version) - 4:46

### CD single
1. "Diggin' on You" – 4:14
2. "Diggin' on You" (L.A.'s Live Remix) – 4:40
3. "Nobody Knows" (with Tony Rich)

### Maxi single
1. "Diggin' on You" (L.A.'s Live Remix) – 4:37
2. "Diggin' on You" (Soulpower Remix) – 5:54
3. "Diggin' on You" (CJ's Club Edit) – 4:13
4. "Diggin' on You" (Eddie F's Untouchable Remix) – 5:06
5. "Diggin' on You" (album version) – 4:14

### USA Cassette single 73008-24119-4
1. Diggin' On You (Album Version)
2. Diggin' On You (L.A.'s Live Remix)
3. Diggin' On You (Album Version)
4. Diggin' On You (L.A.'s Live Remix)

## Desepenho
| Chart (1995)                                   | Maior posição |
| ---------------------------------------------- | ------------- |
| O campo songid é OBRIGATÓRIO PARA PARADA ALEMÃ | 46            |
| Austrália (ARIA)                               | 6             |
| Canadá (RPM)                                   | 62            |
| Escócia (Scottish Singles Chart)               | 37            |
| Estados Unidos (Billboard Hot 100)             | 5             |
| Estados Unidos (Billboard R&B/Hip-Hop Songs)   | 7             |
| Estados Unidos (Billboard Mainstream Top 40)   | 5             |
| Estados Unidos (Billboard Rhythmic)            | 6             |
| Europa (European Hot 100 Singles)              | 45            |
| Irlanda (IRMA)                                 | 21            |
| Nova Zelândia (Recorded Music NZ)              | 8             |
| Países Baixos (Dutch Top 40)                   | 36            |
| Países Baixos (Single Top 100)                 | 32            |
| Reino Unido (UK Singles Chart)                 | 18            |
| Reino Unido (OCC UK R&B)                       | 4             |
| Suíça (Schweizer Hitparade)                    | 29            |

| Chart (1996)                          | Posição |
| ------------------------------------- | ------- |
| Austrália (Billboard Hot 100)         | 45      |
| EUA (Billboard Hot R&B/Hip-Hop Songs) | 67      |